# مركز الإقامة المميزة
مركز الإقامة المميزة هو مركز حكومي سعودي يختص بتنظيم وإدارة جميع ما يتصل بالإقامة المميزة. تأسس بقرار مجلس الوزراء في يناير 2019، ويرتبط تنظيمياً بمجلس الشؤون الاقتصادية والتنمية، ويقع مقره الرئيسي في برج تمكين بالعاصمة الرياض.

## المهام
- اقتراح الأنظمة ذات الصلة بالإقامة المميزة، واقتراح تعديل المعمول به منها، والرفع عن ذلك لاستكمال الإجراءات النظامية اللازمة.
- تلقي الطلبات الخاصة بالإقامة المميزة، ودراستها، والنظر في الموافقة عليها، وفقاً للأحكام النظامية ذات الصلة.
- اقتراح الخدمات والمنتجات التي يقدمها المركز المتعلقة بالإقامة المميزة، والعمل على تطويرها باستمرار لتلبية احتياجات الفئات المستهدفة -التي تضم المواهب والكفاءات الاستثنائية ورواد الأعمال والمستثمرين وملاك العقار- وذلك بناءً على تقييم الأولويات الوطنية والعائد الإيجابي على الوطن والمواطنين.
- العمل على تسويق الخدمات والمنتجات التي يقدمها المركز المتعلقة بالإقامة المميزة في القنوات المختلفة - بالتنسيق مع القطاعات ذات الصلة - وذلك للتعريف بالمنتجات، بما يسهم في جعل المملكة وجهة رائدة لاستقطاب أفضل العقول والكفاءات.
- وضع الآليات اللازمة لمعالجة الطلبات الخاصة بالإقامة المميزة، بالتنسيق مع الجهات ذات العلاقة.
- العمل على مواءمة مزايا المنتجات والخدمات التي يقدمها المركز مع السياسات القطاعية والتشريعات ذات الصلة، بالتنسيق مع الجهات ذات العلاقة.
- وضع مستهدفات لمنتجات وخدمات المركز، وتقويمها باستمرار؛ لتطويرها، أخذاً بالاعتبار الآثار الاقتصادية، والوظيفية، والاستثمارية.

## مجلس الإدارة
يكون للمركز مجلس إدارة يشكل من رئيس يعين بأمر من رئيس مجلس الوزراء بناءً على اقتراح من رئيس مجلس الشؤون الاقتصادية والتنمية، وعضوية كل من:
- وزير الثقافة.
- وزير الاستثمار.
- وزير الموارد البشرية والتنمية الاجتماعية.
- وزير الاقتصاد والتخطيط.
- نائب وزير الداخلية.
- نائب وزير الخارجية.
- الرئيس التنفيذي للهيئة الملكية لمدينة الرياض.[3]